# Саламанка (футбольный клуб)
«Саламанка» (исп. Unión Deportiva Salamanca, S.A.D.) — бывший испанский футбольный клуб из города Саламанка. Основан в 1923 году. Домашние матчи проводил на стадионе «Эль Эльмантико», вмещающем 17 371 зрителей.

## История
Наибольших успехов команда добилась в 1970-х годах под руководством Хосе Луиса Гарсия Траида. Высшее достижение — 7-е место в высшем испанском дивизионе (помимо сезонов 1984/85—1980/81 в высшем дивизионе «Саламанка» принимала участие в сезонах 1982/83, 1983/84, 1995/96, 1997/98, 1998/99).

## Достижения
- Победитель Сегунды Б (4):

1987/1988, 1991/1992, 1992/1993, 1993/1994 и 2005/2006.

## Известные игроки
- Кольдо
- Катанья
- Карлос Вела
- Хайме Ласкано
- Мичел Сальгадо
- Исмаэль Урсаис
- Ховард Нортвейт
- Педру Паулета
- Стеля, Богдан
- Владимир Вермезович

## Новый клуб
После расформирования «Саламанки» 28 июня 2013 года был создан клуб Salamanca AC (но не провёл ни одного матча), а 26 августа 2013 — «Унионистас де Саламанка» (с 2018 года участвует в Сегунде Б).